# Tilkkuajärvi
Tilkkuajärvi eller Tilkujärvi är en sjö i Finland. Den ligger i kommunen Kittilä i landskapet Lappland, i den norra delen av landet, 800 km norr om huvudstaden Helsingfors. Tilkkuajärvi ligger 222,6 meter över havet. Arean är 1,7 hektar och strandlinjen är 1,07 kilometer lång. Sjön  ingår i Kemi älvs huvudavrinningsområde. 